# 석유 산업
석유 산업(石油産業, 영어: petroleum industry)은 석유를 탐사·개발 및 채굴·수송·정제·판매하는 산업이다.
19세기 중엽(1859년) 미국에서 탄생한 근대 석유 산업은 20세기 초에는 1차 에너지 공급량의 10% 미만을 담당하였던 것이 1980년대에는 80% 수준을 육박하는 거대한 규모로 발전하였을 뿐만 아니라 세계적인 경영 규모와 체제를 지니는 산업 형태의 출발이 되었다. 즉, 탄소(炭素)성분인 광물성 연료로 에너지 산업의 주종을 이루고 있는 석유산업은 자원으로서의 부존 상태가 지구상에 편재되어 있는 한편, 에너지의 소비 성향에 따라 산업적 여건에 차이가 있어 산유국과 소비국의 구분이 있고, 국제적인 대규모 사업체가 성립되고 있다.

## 석유 생산국과 소비국
석유 생산국은 보통 산유국 또는 석유 수출국으로 불리는 국가로서, 베네수엘라·이란·사우디아라비아·쿠웨이트·이라크·리비아·알제리·인도네시아 등이 있으며, 이들은 석유 수입에 의존하여 개발 도상 국가 나아가서는 세계 상위의 개인 평균 소득 국가로 진출하였다. 특히 1960년대에는 석유수출국기구(OPEC, Oranization of Petroleum Export Country)를 결성, 외국자본이 지배하던 석유회사의 국유화, 이익 배분율의 상향 조정 등을 취하고 있으며, 산유국들의 자국정제주의 채택은 석유 수출국에서 석유 제품 수출국으로의 전환이 전망되고 있다.
석유 생산국에 대하여 시장을 제공하는 국가들인 소비국 또는 수입국은 산유국 이외의 모든 국가가 해당된다 하겠으나, 일반적으로 자급자족이 가능한 것으로 믿어지는 러시아·캐나다·멕시코·미국 등을 제외한 유럽 제국과 한국·일본·중국 등 동양 국가를 말한다.
미국은 1960년대 이후 국내 석유 수요의 급증으로 수입석유 의존도가 증대, 1970년~1980년대 수입의존율이 35% 안팎이었다가 1990년대 걸쳐 2003년에는 60%까지 증가하여 , 자국내 대륙붕 석유 개발이나 대체 에너지 개발을 추진하고 있음에도 오히려 최대 석유수입국으로 반전하였다. 그러다가 2010년대부터 셰일 가스등 비전통 석유자원 개발로 미국내 석유매장량과 생산량이 급증하여서 수입의존율이 대폭 낮아졌다.

### 석유 수출국 기구의 공세
중동 지역을 주축으로 한 산유국의 공동 기구인 석유수출국기구(OPEC)는 최종적인 확인매장량은 물론 연간생산량과 수요의 균형에서 공급 부족 현상에 있음을 고려, 산유국의 이익 배당 비율과 석유의 수출 가격을 매년 인상하기 위한 협의를 제기하고 있어 석유소비국으로서는 이를 OPEC의 공세라 부르고 있다. 연례적인 OPEC 공세는 석유 산업의 원가 상승을 불가피하게 하는 한편, 조정 협의의 장기화로 인한 공급상의 불안정을 초래, 산유국과 소비국 사이의 장기적인 타결이 중요한 과제가 되고 있다.

## 국제 석유 자본
자원의 편재와 세계적인 수요의 증가 및 개발 자금의 대규모성 등으로 인한 석유 산업의 특성은 국제적인 규모의 기업을 이루게 하고 있다. 따라서 메이저 컴퍼니(international major oil companies)로 불리는 국제석유자본들은 그들의 자본·기술·경영력을 바탕으로 산유국과 소비국의 역할을 한다. 그러나 경영력과 정치정세의 판단력으로써 낮은 원가의 원유와 빈틈없는 시장성(market position)을 세계 주요지역에서 유지, 세계 석유 산업의 지배 계급으로 인정되고 있는 국제 석유 자본도 1970년대에 산유국과 소비국의 자국화주의에 부딪혀 시련을 받게 되었다.
주요 국제 석유 자본으로서 메이저 컴퍼니로 인정되는 회사로는 미국의 스탠더드 오일(Standard Oil Co.), 텍사코(Texaco Inc.), 걸프 오일(Gulp Oil Corp.), 캘리포니아 스탠더드 오일(Standard Oil Co. of California)을 미롯, 영국의 브리티시 석유(British Petroleum Co. Ltd), 영국과 네덜란드의 합작회사인 로열 더치 셸(Royal Dutch Shell Petroleum Co.) 및 프랑스의 프랑스 석유(CFP, Cie Francaise Des Petroles) 등이 있다.

## 석유 자원의 분포
1993년말 현재 전세계의 원유 확인 매장량은 9,991억 2,400만 배럴이다. 원유 매장량이 가장 많은 나라는 사우디아라비아로 전 세계 매장량의 25.2%를 차지하고 있으며, 사우디아라비아를 포함한 중동 지역 매장량이 65.2%를 차지하고 있다. 한편 1996년 말 현재 가맹국이 5대 산유국을 포함, 12개국인 석유수출기구(OPEC)가 세계 석유매장량의 70%, 생산량의 38%를 차지하고 있다.
2000년대부터 오일셰일, 오일샌드등 비전통 석유자원이 본격 개발되면서 전세계 원유 확인 매장량과 생산량은 2019년 기준 각각 1조 7,339억 배럴과 9,519.2만 b/d까지 증가하였다. 가채년수(매장량/생산량)는 약 50년이다.
해당기간 동안, 사우디아라비아를 포함한 중동 지역 매장량이 전 세계 매장량의 48.1%까지 줄어들었다. 국가별로 정리하면, 베네수엘라가 전체의 17.5%(3,038억 배럴)를 보유하고 있으며, 사우디아라비아가 17.2%(2,976억 배럴), 캐나다가 9.8%(1,697억 배럴), 이란이 9.0%(1,556억 배럴), 이라크가 8.4%(1,450억 배럴), 러시아가 6.2%(1,072억 배럴)를 차지하고 있다.

## 석유 자원의 산업적 특성

### 원료·제품의 유동성
석유는 매장된 상태에서 정제되어 최종제품으로 소비단계에 이르기까지 유체의 상태를 지니고 있어, 토지소유자는 인접지 지하에 있는 유전에서 흘러들어온 석유를 자기가 만든 유정에서 퍼 올리는 권리가 포획의 원칙에 의해 인정되고 있다. 석유의 유동성은 똑같이 지하에서 채취하는 석탄이 광부를 통하여 채탄작업을 거쳐야 하는 데 비하여 낮은 비용으로 손쉽게 채취할 수 있고, 판매와 수송에 있어서도 대량수송이 용이하다. 유조선(탱커)·저유조(탱크)·유조차(탱크 롤리)·저유소(가솔린 스테이션)·비축기지(센트럴 터미널 스테이션)·송유관(파이프 라인) 등 다양한 시설을 이용한 원가절감이 가능하다. 그러나 이와 같은 전용시설의 소요는 유전개발에서 제품판매에 이르는 석유산업에 규모의 경제가 적용되어 전형적인 자본집약적 장치산업이 되게 하며, 시설의 대규모화와 함께 높은 조업률과 시장 및 원료의 확보를 지상 과제로 삼음으로써 원료, 즉 유전개발에서 시장에 이르기까지 수직적 통합의 필요성을 지니고 있다.

### 석유 발견의 불확실성
석유의 존재를 최종적으로 확인하기 위해서는 유전탐사 또는 시추에 의존할 수밖에 없으며, 여기에는 막대한 자본이 소요되므로 국제자본의 참여가 불가피하다. 에너지 산업부문의 개발중 위험률이 가장 높은 석유개발은 탐사·시추에 의한 경제적 석유채취 가능성에 있어서도 성공률이 극히 낮다는 것과 함께, 석유개발에 투입된 대규모 자본의 빠른 회수를 위한 석유생산은 소비국의 최종 제품수요·정제시설·수송수단 등이 증대하지 않는 한 공급과잉으로 인한 석유(원유)가격 하락을 초래한다는 가격의 불안정성에 있어서도 위험성을 지니게 된다. 이러한 특성은 석유산업의 안정성을 위하여 국제석유자본이나 각국의 정부가 공급의 조절, 가격의 안정 등을 통한 조정역을 담당하도록 만들고 있다.

### 물성·용도의 다양성
원유는 증발성·유용성과 불순도가 다양한 탄화수소의 혼합물로, 화학적 융통성이 매우 커서 석유정제의 기술도 증류식을 비롯하여 분해·개질·중합 등 다채롭다. 초기에 조명용 등유와 기계용 윤활유로 사용되었던 석유는 내연기관의 발명으로 가솔린시대에 접어들어 보일러·선박용 중유, 디젤유, 항공유, 제트연료 등 용도가 확대되었으며, 1950년대 이후 원유유분의 완전히 용법의 하나로 개발된 나프타(납사)는 석유화학의 원료로써 석유화학계열산업이란 새 분야를 개발하기에 이르렀다. 또한 1960년대부터 석유화학의 연구과제로 나타난 식료품까지 고려할 때 앞으로 석유산업은 에너지뿐 아니라, 의식주 분야의 원료로서 더욱 중요한 비중을 지니게 되며, 다른 산업의 발달에 따라 새로운 용도가 계속 증가될 것이다.

## 석유 산업의 경영 형태
국제적인 상관성을 유지함으로써 가능했던 근대 석유산업은 수요·공급·자금과 생산방법 등에서 다른 산업에 볼 수 없는 경영상의 특성을 나타내게 하고 있다. 근대적인 석유산업은 석유를 채취, 최종소비자에게 공급하기까지에는 다음 4부문의 기능으로 성립된다.
① 원유의 생산석유를 발견하기 위한 탐광시추·유전개발·석유채취 등 3단계로 구분된다.
② 원유의 정제원유를 휘발유·등유·경유의 제품으로 분류하는 일로서 석유화학도 포함될 수 있다.
③ 제품의 판매공장도판매·도매·소매를 포함하며, 제품을 정유공장에서 대수요처·주유소 등에 공급하는 과정으로 저장시설이 따르게 된다.
④ 원유 및 제품의 수송①의 원유생산과 ②의 석유정제, 또는 석유정제와 ③의 제품판매를 연결시키는 과정
석유산업의 경영형태는 이러한 기능적 부문의 특성에 따라 다음과 같은 2가지 유형으로 대별될 수 있다.
수직적 통합
석유의 생산·정제·판매·수송 등 4개 기능부문 중 2개 기능 이상을 담당하고 있을 때 이를 '수직적 통합' 또는 '기능적 통합'이라 한다. 일반적으로 수직적 통합은 석유정제와 이에 관련된 수송수단으로서의 파이프라인을 중심으로 이루어진 경우가 많으며, 4개 기능부문을 모두 경영하는 완전통합 회사도 있다.
수평적 통합
앞에서 말한 석유산업의 기능 가운데 동일부문을 전국적 또는 국제적으로 대규모화하거나 계열화 경영체제로 운영하는 것을 '수평적 통합' 또는 '지리적 통합'이라 하는데, 선진 석유산업국이라 할 미국에 있어서는 석유정제의 경우 상위(上位) 20개 회사가 전체의 85% 수준을 점유하고 있으며, 일본에 있어서도 27개 석유정제회사 중 상위 6개사가 55%의 집중도를 나타내고 있다.

### 선진 석유 산업국의 경영 형태
미국·영국·네덜란드 등 석유산업부문의 선진국가들은 국내는 물론 중동지역을 비롯한 세계 각지의 유전개발·석유생산에 자본·기술면에서 참여함으로써 원유의 생산에서 최종제품의 판매에 이르기까지 국제적인 일관체제를 형성, 각사의 계열·방계회사로서 세계 각지에 석유회사와 판매망을 가지고 있으며, 자체적인 수송 선단을 보유하거나 석유수송회사를 보유하고 있다. 특히 선진 석유산업국들은 석유자원의 편재성과 매장량에 비한 세계수요의 증가 등에 비추어 새로운 유전의 개발에 적극적인 자본참여를 행하고 있어, 이들 선진국의 경영형태는 전 세계적인 경영요인과 석유산업 및 관련부문 전반에 걸친 규모와 범위에서 이루어지고 있다.

### 신흥 석유 산업국의 경영 형태
선진국가로부터 석유정제제품을 수입하던 개발도상국가들은 에너지 수요의 증가와 석유제품 비중의 증대에 따라 자국정제주의를 채택, 국제석유자본의 소비지정제주의와 함께 점차적으로 개발도상국의 석유산업을 발흥시켰다. 그러나 석유산업에 있어서의 국제석유자본·선진국가의 지배력 또는 영향력에 의해 대부분의 신참국가들은 국제석유자본 또는 그 산하의 계열회사들과 합작투자방식으로 정제공장을 건설, 원유의 공급·수송 등 상류사업부문은 전적으로 국제석유자본에 의존하는 실태에 있다. 따라서 석유산업에 있어서 원유의 공급·수송이 갖는 비중의 크기와 자본집약적 산업이란 특징 때문에 이들 신참 석유산업국에 있어서의 석유회사는 50대 50의 주식비율로 설립되었다 하더라도 실제적인 경영면에 있어서는 국제석유자본들이 중요 결정권을 가지고 있는 것이 일반적이다. 이러한 사정으로 신참 석유산업국에 있어서는 민족자본에 의한 석유산업기반의 육성이 중요한 산업정책과제로 되어 있다.

### 석유 산업의 다국적화
석유자원의 편재성과 대규모 자본집약적 장치산업이란 특성은 국제적인 자본의 참여를 초래할 뿐 아니라 산유국과 소비국에 밀접한 상관성을 갖는 제3국의 참여를 필요로 하게 된다. 따라서 주로 메이저컴퍼니간에 이루어지는 자본·기술·생산·판매 등의 합작이나 공동참여는 새로 설립되는 회사를 다국적 기업으로 발전시키고 있다. 즉 A국과 B국의 공동출자로 C국에 석유생산부문의 회사를 설립하면서 C국의 자본을 약간 참여시킴으로써 C국 국적을 얻어 설립된 K회사는 다시 F국의 정제공장에 원유공급을 책임진다는 조건으로 G국의 회사와 F국의 정유공장에 공동출자로 참여하는 경우, 실질적으로는 A·B·C·F·G등 5개국의 공동출자가 되며, 이들 5개국 기업은 이익처분·위험부담 등의 목적에서 서로가 공동출자국을 이용할 수 있다는 데서 다국적 기업이 출현하고 있다. 특히 석유산업에 있어서는 세계적으로 석유산업이 주요 산유국이 아닌 수개 선진국에 의하여 발전되었다는 점과 후진국가들이 특정 단일국에만 의존하는 석유산업 발족을 기피함으로써 다국적 기업의 출현을 촉진하고 있다.

## 환경 영향

### 수질 오염
일부 석유 산업 운영은 정제 및 기름 유출의 부산물을 통한 수질 오염의 원인이 되었다. 수압파쇄로 인해 셰일 가스 추출이 크게 증가했지만, 이 가스 추출로 인해 화학물질이 지하수로 흘러 들어가 지하수 오염이 증가했다는 것을 뒷받침하는 몇 가지 믿음과 증거가 있다. 지하 탱크와 버려진 정유소의 누출도 주변 지역의 지하수를 오염시킬 수 있다. 정제된 석유를 구성하는 탄화수소는 생분해에 강하며 오염된 토양에 수년 동안 존재하는 것으로 밝혀졌다. 이 과정을 촉진하기 위해 석유 탄화수소 오염 물질의 생물학적 정화는 종종 호기성 분해를 통해 사용된다. 최근에는 식물 정화 및 열 정화와 같은 다른 생물학적 정화 방법이 탐구되고 있다.

### 해양오염
대형 유조선에 의한 원유 수입, 연안 해운을 이용한 국내 해상수송 등에 있어서 유조선의 장기 계선으로 인한 해상 교통의 정체와 유류의 하역 작업이나 선박 사고에 의한 해수오염(海水汚染) 등 공해성 요인을 지니고 있다.

### 대기오염
석유 산업은 지상 오존(스모그) 형성에 기여하는 화학 물질 그룹인 휘발성 유기 화합물(VOC)의 가장 큰 산업 배출원이다.  화석 연료의 연소는 부산물로 온실 가스 및 기타 대기 오염 물질을 생성한다. 오염 물질에는 질소 산화물, 이산화황, 휘발성 유기 화합물 및 중금속이 포함된다. 연구원들은 석유 화학 산업이 여름보다 겨울에 더 많은 양의 지상 오존 오염을 일으킬 수 있음을 발견했다.

### 기후 변화
화석 연료로 인한 온실 가스는 기후 변화를 주도한다. 이미 1959년 미국 석유 산업 45주년을 맞아 미국 석유 연구소(American Petroleum Institute)가 주최 한 심포지엄에서 물리학자 에드워드 텔러(Edward Teller)는 지구 기후 변화의 위험에 대해 경고했다. 에드워드 텔러는 "대기 중의 이산화탄소가 온실 효과를 일으키고 더 많은 화석 연료를 태우면 만년설이 녹고 뉴욕이 물에 잠길 수 있다"고 설명했다.
1988년 유엔에 의해 설립된 기후 변화에 관한 정부간 패널은 인간이 배출한 온실가스가 20세기 중반 이후 관찰된 온도 상승의 대부분을 담당한다고 결론 지었다. 기후 변화 우려의 결과로 많은 대체 에너지 애호가들이 태양열 및 풍력과 같은 다른 에너지 방법을 사용하기 시작했다. 이 최근의 견해는 일부 석유 애호가들이 산업의 진정한 미래에 대해 회의적이다.

## 대한민국의 석유 산업

### 역사
한국 최초의 정유사업체는 1935년 6월 일본 제국이 설립한 조선석유주식회사의 원산정유공장이었다. 1938년 원산공장이 완공된 후 조선석유는 미국에서 전용 유조선으로 원유를 운송하여 연간 30만톤(하루 약 6천 배럴)씩 정제했다. 2차 세계대전이 발발하자 일본은 재빨리 수마트라, 자바 등을 점령하고 남방석유자원을 확보했지만 모든 선박이 해군용으로 징발되어 남방석유를 실어오는데 필요한 선박 부족문제에 봉착하였다. 더구나 전쟁이 진행됨에 따라 미군 비행기의 폭격이 잦아져서 석유수송이 더욱 어려워지자 원산정유공장은 결국 가동을 중단하기에 이르렀을 때, 8·15 광복을 맞게 되었다.
미 군정 당시에는 군정청 석유배급 대행회사를 통해 군용석유제품이 공급되었고, 1949년 1월 대한석유저장회사가 설립되어 석유류의 저장 및 판매사업을 담당했다. 1955년 5월 한·미 석유운영협정 체결 이후 동사가 AID 원조자금으로 석유제품을 수입, 대리점을 통하여 각 시·도별로 배정·판매하였는데 이 시기가 통제배급 시기이다. 환언하면 한국은 정제된 완제품을 수입, 소비하였다는 것이다.
1962년 제1차 경제개발 5개년 계획이 실시되면서 그 일환으로 정유공장 건설계획이 수립되어 한국의 석유산업은 전기를 맞게 된다. 1962년 10월 대한석유공사가 설립되었고 난고 끝에 1963년 7월 걸프(Gulf)사와 합작계약(지분 25%, 1970년 50%로 확대)을 체결, 동년 12월 울산공단 내에 하루생산량 3만 5,000배럴 규모의 정유공장이 국내 최초로 준공되어 1964년 4월 상업생산을 시작함으로써 석유제품의 국내 자립화가 시작되었다. 1966년 12월 생산시설을 분산하고 원유도입을 다원화하며 소비자를 보호한다는 취지에서 제2의 정유회사 설립이 추진되어 칼텍스(Caltex)사와 50대 50의 지분으로 민간베이스에 의한 호남정유주식회사가 설립되어 1967년 5월 여수에 정유공장을 준공하였는데, 일산 원유처리능력은 6만 배럴 규모였다. 1968년 3월에는 유니언(Union)사와 50대 50의 지분으로 민간베이스에 의한 경인에너지 주식회사가 설립되어 1971년 5월 인천에서 일산 원유처리능력 6만 배럴의 정유공장이 가동을 시작하였다.
1960년대 말에서 1970년대 초반에 걸쳐 정유3사가 본격 가동됨으로써 석유류의 자급이 이루어졌고 정제과정에서 분류되는 중간재를 원료로 하는 석유화학공업·비료공업 등 관련사업에 대한 파급효과는 전산업부문에 걸쳐 막대한 것이었다. 그러나 이와 같은 선도산업으로서의 역할은 100% 수입의존이라는 비산유국의 현실과 국제석유재벌과의 합작이라는 내부적·구조적 문제점을 안고 있었다. 대규모 시설투자에 필요한 자금·기술의 부재, 그리고 원유공급원의 안정적 확보라는 한국경제의 현실 때문에 빚어진 메이저와의 합작은 철저한 불평등조약이었으며 저들이 온갖 이권을 독점하다시피 했다. 원유도입에서 정제·판매에 이르기까지 메이저들은 이중적 폭리를 취하였으며 엄청난 규모의 과실송금으로 투자액 이상의 수익을 거두었다. 더욱이 경영권까지 메이저에 귀속되어서 한 마디로 한국의 석유산업은 그들의 지배하에 있었다고 해도 과언이 아니었다.
1970년대 중반 이후부터 경영권 환수와 지분회수를 위한 각 사의 노력이 가시화되었다. 대한석유공사는 1980년 8월 걸프사의 지분을 회수하였고, 동년 12월 (주)선경이 석유공사 주식 50%와 경영권을 인수, 인계, 민영화가 시작되었으며 1982년 7월 주식회사 유공으로 상호를 변경하였는데, 1995년 12월 현재 일산 원유처리능력은 61만 배럴이다. 경인에너지는 1983년 5월 유니언사의 지분을 회수, 100% 국내 자본화하였는데 1995년 한화에너지로 상호가 변경되었다. 1995년 12월 현재 일산 원유처리능력은 27만5천 배럴이다. 호남정유는 1974년 8월 증자를 계기로 해서 경영권 환수노력을 시작, 운영권을 회수하였고 1996년 LG정유로 상호를 변경했다. 일산 원유처리능력은 1995년 현재 38만 배럴로 증가하였다. 1964년 11월 100% 국내자본으로 설립된 극동정유는 1980년대 초까지 일산 원유 처리 능력은 1만배럴 규모였으나 시설확장으로 1995년 말 현재 11만 배럴로 증가하였다. 1993년 7월 현대정유로 상호가 변경되었다. 이들 4사 외에 1980년대 중 상업 생산을 시작한 쌍용정유가 일산 44만 5천 배럴 규모로, 5사를 합한 국내 정유회사의 일산 원유처리 시설능력은 1995년 말 현재 181만 8천 배럴 규모로 확대되었다.
2000년대초 이후 고유가 추세가 지속되면서 정유회사들은 대부분 중질유의 2차 정제시설인 고도화 정제설비 투자에 나서며 정제능력을 확장하였다. 그 결과, 2018년 말 현재 국내 총 정제능력은 하루 320만 4천배럴를 기록하였다.

### 석유 자원의 개발
전량을 수입에 의존하고 있는 한국으로서는 국제 원유 시장의 변동에 따라 경제 전반에 걸쳐 직접적인 영향을 받고 있다. 이에 대체 에너지개발, 소비절약, 비축분 확대 등 각종의 에너지 공급기반 강화가 정책적으로 추진하고 있다. 그 적극적인 방안으로 자주적 조달기반 확보를 위한 국내외 유전개발 투자·참여가 추진되고 있다. 1978년 6월 22일 한일 대륙붕 협정의 비준으로 대륙붕 탐사가 시작되었고, 같은해 12월 한국석유개발공사법이 제정·공포되어 1979년 3월 3일 한국석유개발공사를 설립, 해외유전개발에 참여하고 있다.
1998년 7월 울산광역시 남동쪽 해상 58km지점 대륙붕 6-1광구에서 동해-1 가스전을 발견했고, 한국석유공사는 2004년 7월부터 2021년 12월말 생산종료될 때까지 천연가스 4100만배럴(원유 환산시), 초경질유 390만배럴을 생산하였다.

## 같이 보기
- 석유
- 나라별 석유
- 국제석유자본(영어판)

## 참고 및 관련 문헌
- Ordons Oil & Gas Information & News
- Robert Sobel The Money Manias: The Eras of Great Speculation in America, 1770-1970 (1973) reprinted (2000).
- Daniel Yergin, The Prize: The Epic Quest for Oil, Money, and Power, (Simon and Schuster 1991; paperback, 1993), ISBN 0-671-79932-0.
- Matthew R. Simmons, Twilight in the Desert The Coming Saudi Oil Shock and the World Economy, John Wiley & Sons, 2005, ISBN 0-471-73876-X.
- Matthew Yeomans, Oil: Anatomy of an Industry (New Press, 2004), ISBN 1-56584-885-3.
- Smith, GO (1920): Where the World Gets Its Oil: National Geographic, February 1920, pp 181–202